# Cnaphalocrocis grucheti
Cnaphalocrocis grucheti is een vlinder uit de familie van de grasmotten (Crambidae), uit de onderfamilie van de Spilomelinae. De wetenschappelijke naam van deze soort is voor het eerst voorgesteld als Marasmia grucheti door Pierre Viette in een publicatie uit 1976.
De soort komt voor in Réunion.